# The Speed Rumbler
The Speed Rumbler (intitulé Rush & Crash au Japon) est un jeu vidéo de course-action développé et édité par Capcom sur borne d'arcade en septembre 1986. Le jeu a été réédité sur plates-formes Sony et sur Xbox,.

## Histoire
Les terroristes ont pris en otage la famille de super joe et ses amis et vous avez 24 heures pour les libérer. Vous prenez les commandes d'un véhicule blindé équipé de pistolets, en détruisant tout sur votre chemin parmi l'ennemi tout en portant secours à vos amis. Si votre véhicule est trop endommagé, vous pouvez sauter du véhicule et continuer le combat à pied.

## Personnage
- Super Joe est aussi le personnage principal de Commando et Bionic Commando.

## Portages
- PlayStation 2 : 2006, Capcom Classics Collection Volume 2
- Xbox : 2006, Capcom Classics Collection Volume 2
- PlayStation Portable : 2006, Capcom Classics Collection Remixed